# Björn Wahlström
Björn Magnus Wahlström, född 3 december 1925 i Luleå, död 3 februari 2016 i Saltsjöbaden, var en svensk företagsledare.

## Biografi
Björn Wahlström utbildade sig till jurist. Han anställdes vid SCA vid 31 års ålder och var ombudsman i Kramfors i sex år och därefter administrativ direktör på SCA:s huvudkontor under Eije Mossberg. Han blev 1976 VD för NJA och därefter 1978 VD för Svenskt Stål AB (SSAB). Han gjorde sig känd som en effektiv och hårdför ledare, med en förmåga att reda ut allvarliga krissituationer. År 1981 lämnade han SSAB för att bli styrelseordförande i LKAB, men återkom till SSAB 1986 som styrelseordförande. Åren 1991–1992 var han styrelseordförande i statliga Nordbanken som hade problem på grund av stora kreditförluster och låg kapitaltäckning. Han hade en central roll i samband med att Erik Penser tvingades överlåta sitt företagsimperium till banken för 1 krona i augusti 1991. Björn Wahlström fick avgå som styrelseordförande från Nordbanken hösten 1992. Avgången skedde efter att påståenden om oegentligheter publicerats av Dagens Eko och Expressen i samband med ett uppdrag med svenska biståndspengar som konsultbolaget NLK-Celpap - där Wahlström var styrelseordförande - hade i Polen.
Björn Wahlström samlade omkring sig en grupp yngre blivande företagsledare i den så kallade Björnligan i slutet av 1960-talet inom SCA. Dessa, Anders G. Carlberg, Bernt Magnusson och Christer Zetterberg, fick alla framskjutna positioner inom det svenska näringslivet. Även under åren i NJA sedermera Svenskt Stål kom han att samla en grupp blivande företagsledare däribland återfinns Åke Sander, Torsten Sandin, Dan Johansson och Leif Gustavsson vilka alla kom att få framträdande roller i svensk stålindustri.[källa behövs]
År 1988 tog han initiativ till skapandet av Norrbottensakademien för stöd och utveckling av verksamheter/personer i Norrbotten samt stöd till Luleå tekniska universitets verksamheter.[källa behövs]
År 1991 utsågs Björn Wahlström till teknologie hedersdoktor vid Högskolan i Luleå. År 2000 belönades han av regeringen med medaljen Illis quorum av tolfte storleken.
År 1999 gav han ut boken En laber bris, där han ger sin beskrivning av omdaningen av det svenska näringslivet från början av 1970-talet ända in på 1990-talet fram till att han tvingades avgå som styrelseordförande i krisdrabbade Nordbanken. I boken beskrivs bland annat bildandet av det statligt ägda skräpkreditföretaget Securum, som övertog en betydande del av Nordbankens kreditportfölj. Genom att bolaget tog över dåliga krediter samt att ägaren staten sköt till aktiekapital och krediter innebar bildandet av Securum ett betydande stöd till Nordbanken som inte kom övriga banker till del.

### Familj
Björn Wahlström var gift med Birgitta Wahlström (1926–2012), född Aaro i Juhonpieti. De är begravda på Skogsö kyrkogård.

## Stiftelsen Björn Wahlströms fond
Då Björn Wahlström slutade som ordförande i SSAB 1991, bildades av SSAB och Förvaltningsaktiebolaget Fortia en fondstiftelse till minne av hans långa tid i ledningen för företaget. Stiftelsens syfte är att stimulera forskning vid Luleå tekniska universitet om framställning och användande av järnmalm och stål, samt att främja ungdomars teknikintresse. Fonden utdelade utmärkelserna Stålbjörnen och Fysikbjörnen. Stålbjörnen bestod av ett konstverk i form av en väggprydnad formad av konstnären Birgitta Burman och 50 000 kronor. Stålbjörnen utdelades mellan 2004 och 2015. Fysikbjörnen utdelades endast en gång, 2005.

### Pristagare, Stålbjörnen
- 2004 – Nils Edberg, utvecklare av masugnsteknik
- 2005 – Thord Jonsson, utvecklare av presshärdningsteknik
- 2006 – Nils Sandberg, utvecklingars av pellets i masugn
- 2007 – Hans Sandberg, forskningsdirektör vid Jernkontoret
- 2008 – Pekka Erkkilä, företagsutvecklare
- 2009 – Sverker Jonsson, professor i ekonomisk historia
- 2010 – Elisabeth Nilsson
- 2011 – Sam Nilsson
- 2012 – Ingen utdelning
- 2013 – Lars-Eric Aaro
- 2014 – Ingen utdelning
- 2015 – Göran Carlsson

### Pristagare, Fysikbjörnen
- 2005 – Kåre Hannerz, utvecklare av ny kärnkraftsteknik